# واشنطن ديلغادو
واشنطن ديلغادو (بالإسبانية: Wáshington Delgado Tresierra)‏ هو شاعر بيروفي، ولد في 26 أكتوبر 1927 في كوسكو في بيرو، وتوفي في 7 سبتمبر 2003 في ليما في بيرو.